# BMPT Terminator
I BMPT Terminator (in cirillico: БМПТ Терминатор), anche noti come Object 199, sono una famiglia di semoventi controcarro polivalenti di fabbricazione russa, sviluppati negli anni 2000 dalla Uralvagonzavod con il compito di fornire fuoco di supporto per le unità corazzate impegnate sul campo di battaglia ed in grado di portare a termine compiti di difesa aerea di punto simili a quelli di un semovente antiaereo.
In servizio attivo presso l'esercito del Kazakistan, dal quale è stato adottato nel 2011, è l'unico corazzato controcarro specificatamente sviluppato per ricoprire questo ruolo dai tempi della seconda guerra mondiale. Aggiornato alla versione BMPT-72 Terminator-2, dotata di corazza reattiva e nuova torretta, è stato adottato dalle forze terrestri russe, seppur in pochi esemplari e con forti limitazioni, nel marzo 2018. L'avvio della produzione in serie è stato annunciato nel luglio 2021 mentre i primi 9 esemplari sono entrati in servizio attivo nel dicembre dello stesso anno.
Il mezzo ha ricevuto il battesimo del fuoco nel corso dell'invasione russa dell'Ucraina del 2022.
Un ulteriore upgrade del mezzo, il BMPT Terminator-3, basato sulla piattaforma di combattimento Armata, è allo stadio prototipale.

## Storia

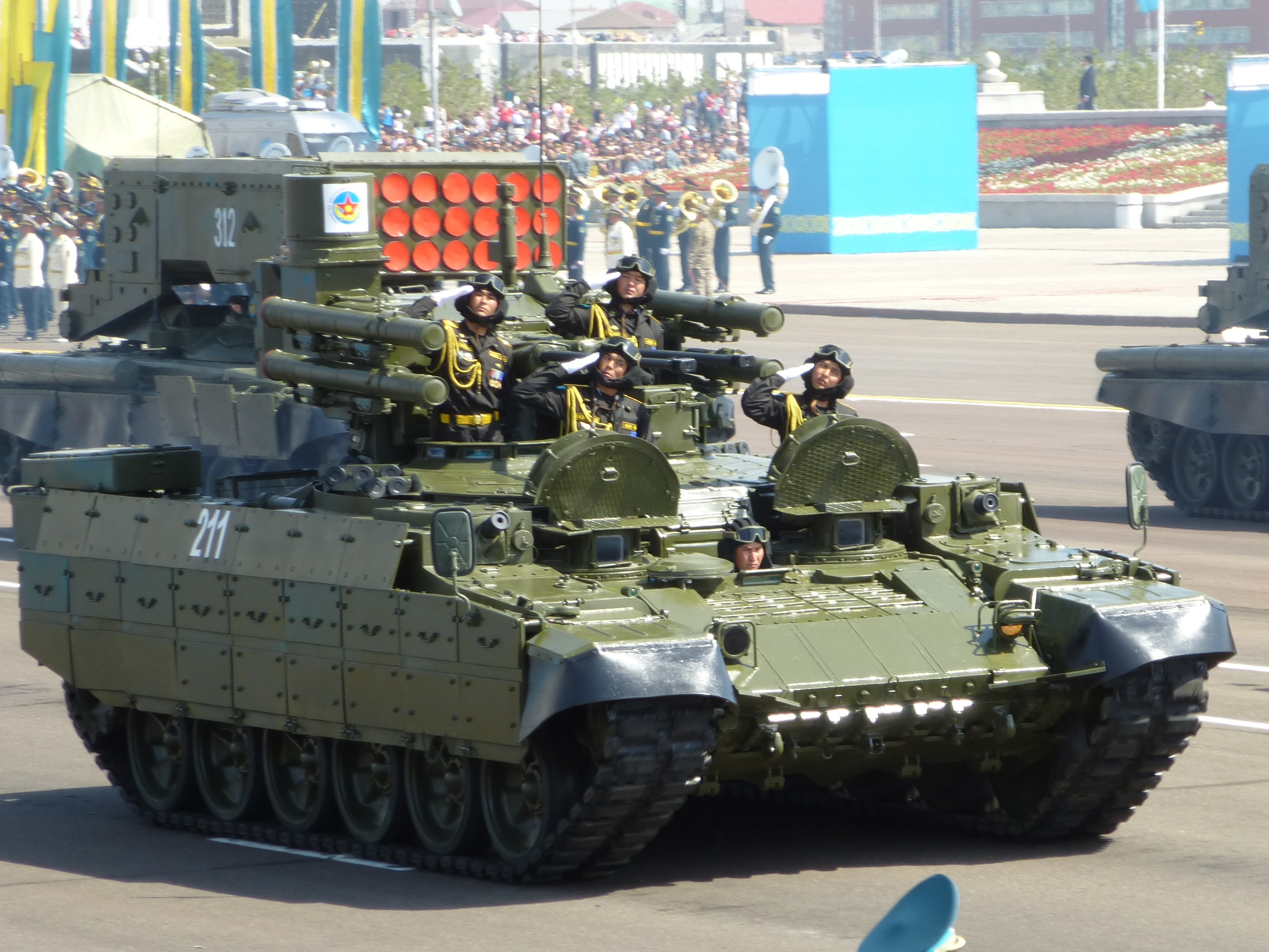
Un semovente BMPT Terminator dell'esercito del Kazakistan sfila in parata ad Astana il 7 maggio 2015.

Durante il corso della guerra fredda, quando si riteneva inevitabile lo scontro di grandi masse di mezzi corazzati della NATO e del Patto di Varsavia sulle pianure dell’Europa, in occidente si diede vita ad alcuni tipi di semoventi controcarro equipaggiati con missili in grado di colpire i mezzi avversari a grande distanza come il Raketen Jagdpanzer Jaguar tedesco, gli FV-102 Striker e FV-438 britannici e, l’M-901 ITV americano e il VCAC HOT Mephisto francese.
Con la caduta dell’Unione Sovietica e la fine della guerra fredda lo sviluppo di tali mezzi si arrestò, in quanto venne considerata tramontata l’idea di uno scontro ad alta intensità di tipo simmetrico. Sia in Russia che in Ucraina fu adottata la possibilità di lanciare missili controcarro tramite il cannone del carro armato, facendo tramontare definitivamente la concezione del cacciacarri tradizionale. Per combattere una guerra di tipo asimmetrico a bassa intensità fu sviluppata l’idea di installare, su normali veicoli da combattimento della fanteria (AIFV), missili controcarro in rampe poste ai lati della torretta, associati a mitragliere e lanciagranate automatici ad alta cadenza di tiro.
La scarsa prova fornita dagli AIFV sovietici tipo, BMP-1 e BDM, contro i lanciarazzi portatili utilizzati da guerriglieri durante il corso della guerra in Afghanistan, specie in ambiente urbano, convinse i vertici dell’Armata Rossa a correre ai ripari.  Per rispondere al requisito BMPT l’ufficio tecnico della fabbrica di Chelyabinsk, diretto da V. L. Vershinsky, realizzò due prototipi, su scafo T-72B, designati Object 781 e Object 782. Il primo prototipo, Object 781, era dotato di doppia torretta, ognuna armata con una mitragliatrice pesante 2A72 da 30 mm e una mitragliatrice PKT da 7,62 mm coassiale. Il mezzo montava un sistema missilistico anticarro di tipo sconosciuto. Il suo concorrente Object 782 disponeva di una sola torretta, dotata di equipaggio, armata cannone a basso pressione 2A70 da 100 mm e un cannone automatico 2A72 da 30 mm. I due lanciagranate da 40 mm erano montati uno sullo scafo e l'altro sulla torretta. Fu considerato per la produzione in serie lo Object 781, ma la dissoluzione dell'Unione Sovietica mise fine a ogni tentativo di avviarne la produzione in serie.
Dopo la fine della prima guerra cecena alcune commissioni dell'esercito russo, appositamente costituite, stilarono delle relazioni che mettevano in evidenza le mancanze riscontrate nell’impiego dei mezzi corazzati allora in servizio. Allora a Čeljabinsk fu realizzato un altro prototipo basato sul carro T-72AV, che vedeva la sostituzione del cannone da 125 mm con due cannoni automatici 2A72 da 30 mm e sei missili non guidati su ciascun lato. Venne aggiunta una struttura extra sul retro, in modo che l'armamento funzionasse correttamente e proteggesse dal fuoco laterale nemico. Il nuovo mezzo ottenne grande apprezzamento tra i progettisti ed alcuni ufficiali militari, ma il lavoro su di esso fu annullato dopo che il veicolo era stato ampiamente pubblicizzato alla radio e alla televisione, e tutti coloro che stavano lavorando su questo progetto vennero accusati di "vendere i segreti della Russia".

## Sviluppo
I responsabili dell’ufficio tecnico dell’industria Uralvagonzavod di Nižnij Tagil svilupparono allora un nuovo mezzo corazzato su scafo T-72B, che venne designato Object 199, presentato come mock-up nel l'estate 2000 al salone Ural Defence Exibition. L'armamento si basava su una mitragliatrice pesante 3A42 da 30 mm, associata a un lanciagranate automatico tipo AGS-30 o AGS-17D, anch’essi da 30 mm, e un complesso di lancio con quattro tubi per missili controcarro 9M113 Konkurs (AT-5 Spandrel). Il sistema di condotta del tiro, derivato da quella dello FCS del carro T-90S, consentiva l’ingaggio di bersagli fermi o in movimento, sia di giorno che di notte.
Nel 2002 fu realizzato il prototipo definitivo, designato BMPT Terminator, dotato di torretta modificata con armamento più potente, e numerose modifiche allo scafo.

## Caratteristiche
Il semovente d’appoggio alle unità corazzate e a quella di fanteria BMPT Terminator, può compiere una vasta gamma di missioni, come: ingaggio e soppressione della unità nemiche dotate di lanciagranate o missili controcarro ed armi leggere, attestate in postazioni semi protette, distruzione di bersagli semi protetti, ingaggio di carri da combattimento (MBT) o veicoli da combattimento per la fanteria (AIFV), contrasto, unitamente alle unità di difesa antiaerea, alle incursioni portate da elicotteri o veicoli a bassa quota.
L’equipaggio è composto da cinque persone, capocarro, conduttore, cannoniere e due addetti ai lanciagranate automatici. Lo scafo è quello del carro da combattimento T-72 modificato, protetto da corazzature reattive sia lateralmente che frontalmente. Il conduttore, posizionato nella parte centrale avanzata, dispone di un iposcopio diurno, di un apparato per la guida notturna TBH-5. Ai lati della sua postazione vi sono quelle degli addetti ai lanciagranate AGS-17D, installati in scatole corazzate, con una dotazione di 600 colpi per arma, che dispongono ognuno di sistema periscopico diurno/notturno ARAT-MP e due iposcopi diurni standard.
La torretta biposto, dotata di una struttura che consente un settore di puntamento verticale da -5° a +45°, è armata con 2 mitragliere pesanti 2A42 da 30 mm, con un munizionamento pari a 850 colpi complessivi, associate ad una mitragliatrice PKTM da 7,62 mm, con una dotazione di 2.100 colpi, posta superiormente, mentre ai due lati si trovano i quattro tubi di lancio per missili controcarro polivalenti 9k114 Šturm e 9M120 Ataka. Il capocarro, sistemato sulla parte anteriore destra, dispone di un sistema di osservazione panoramico diurno/notturno dotato di telemetro laser tipo 7119 e di quattro iposcopi standard, e riceve le immagini su un display televisivo. L’addetto alle armi, posto sulla sinistra, dispone di un sistema ottico di puntamento diurno/notturno 7121.
Il propulsore è un diesel sovralimentato, policarburante, Chelyabinsk Engine Plant V-92 S2 a 4 tempi, 12 cilindri, raffreddati a liquido, erogante la potenza di 1 000 hp (736 kW, che garantisce un rapporto peso:potenza di 20,42 hp/t (15,09 hp/kW). Il motore è accoppiato ad una trasmissione automatica SESM 350 a 8 marce avanti e 3 indietro.

## Impiego operativo

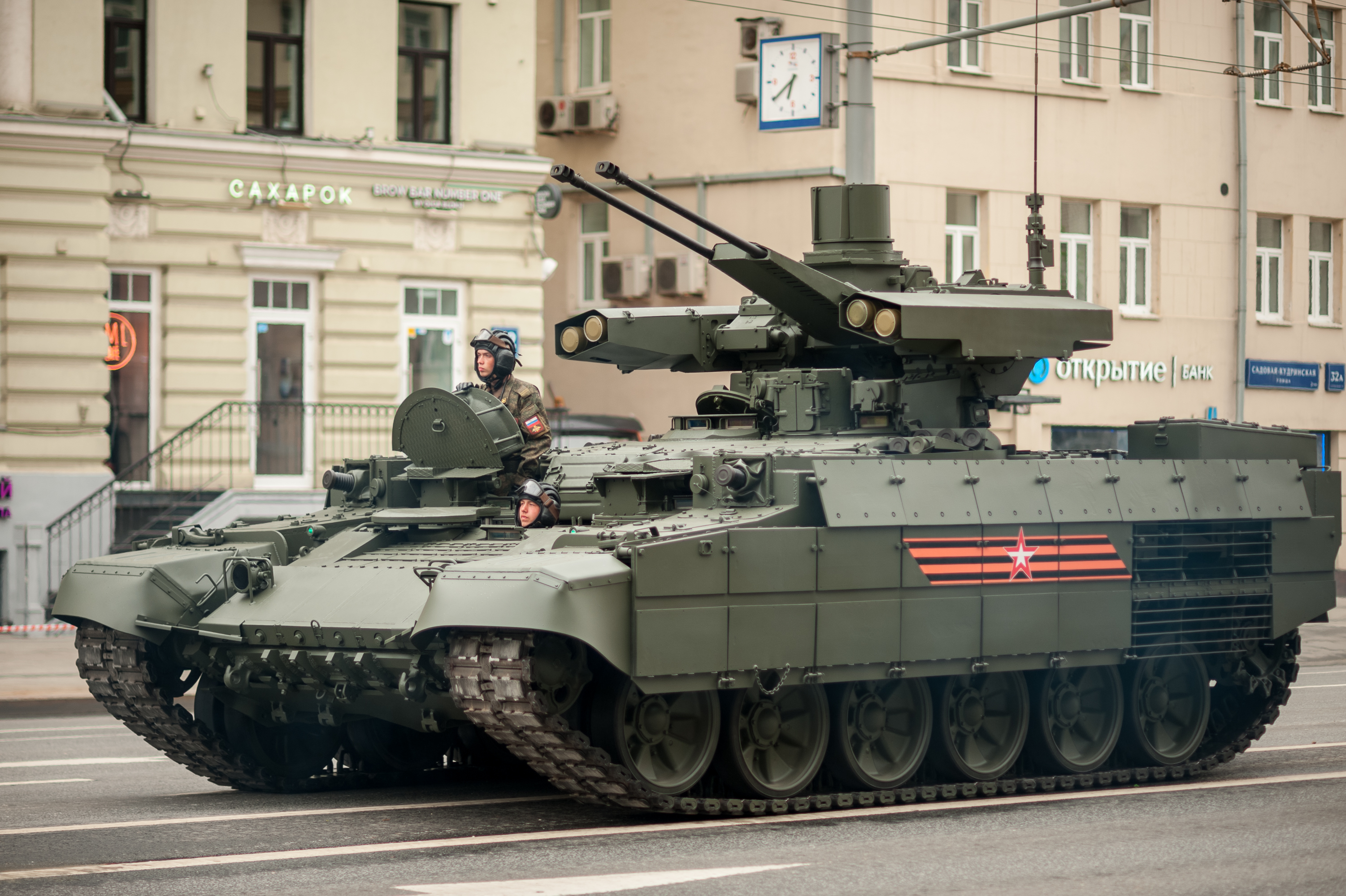
Un Terminator-2 sfila per le strade di Mosca, 2015.

Il mezzo non ottenne il successo sperato a causa della grave crisi economica che imperversò nella Federazione Russa tra la fine degli anni novanta del XX secolo e la metà degli anni duemila del XXI Secolo. Il primo contratto di produzione, per 10 esemplari, fu firmato dal governo del Kazakistan nel 2010, e le consegne avvennero tra il 2011 e il 2013. I primi tre mezzi furono mostrati per la prima volta al pubblico durante la parata militare in commemorazione del Giorno della Costituzione del 2011. Nel 2012 venne emesso un ordine addizionale per 30 BMPT, ed a partire dall'inizio del 2014, oltre all'acquisto dei veicoli, l'assemblaggio del mezzo sarà effettuato su licenza con l'impiego di appositi kit forniti dalla Russia. L'apertura della doppia produzione tra Uralvagonzavod e il Kazakistan era prevista entro il 2015.

## Versioni
- BMPT Terminator: versione standard, basata sullo scafo del T-72.
- BMPT-72 Terminator-2: versione aggiornata basata sempre sul T-72, equipaggiata con corazza reattiva e nuova torretta.
- BMPT Terminator-3: versione basata sulla piattaforma universale da combattimento Armata, in fase di sviluppo.

## Utilizzatori
Kazakistan
- Forze terrestri della Repubblica del Kazakistan

 Algeria
- 300 BMPT-72 Terminator 2 ordinati nell’aprile 2016, con consegna a partire dal 2020 [14]

 Russia
- 9 BMPT-72 Terminator 2 consegnati a dicembre 2021[5]

### Annotazioni
1. ↑  Solo l’esercito cinese immise in servizio nel 1999 un nuovo mezzo di tale categoria, il cacciacarri ruotato WS 550 armato con un complesso formato da 4 rampe per missili controcarro Norinco HJ-9.
2. ↑  Come il 9M112 Kobra, il 9M119 Reflex, il 9M120 Svir, il 9M116 Bastion, il Conus e il Lhaht.
3. ↑  Molto probabilmente il 9M133 Konkurs.
4. ↑  Un sistema d’armamento simile al BMP-3.
5. ↑  Si evidenziò che molte volte i carri T-72 e T-80, così come gli AIFV BMP-1, BMP-2, e BMD venivano messi fuori combattimento in ambiente urbano dai guerriglieri tramite l'impiego di lanciarazzi controcarro da fanteria.
6. ↑  Con gittata utile di 4 000 m.
7. ↑  Questo sistema è stabilizzato su due assi, con un canale diurno, uno notturno con camera termica e canale laser per la misurazione della distanza.

### Fonti
1. ↑  Po 2011, p. 75.
2. 1 2 3 4 5 6 7 8 9 10  Po 2001, p. 33.
3. ↑   Nawapon, Military and Commercial Technology: Russian Armed Forces receive first lot of "Terminator" tanks, su Military and Commercial Technology, 3 aprile 2018. URL consultato il 5 febbraio 2021.
4. ↑   Uralvagonzavod starts the supply of serial production of BMPT-72 Terminator 2 fire support vehicle | Defense News July 2021 Global Security army industry | Defense Security global news industry army year 2021 | Archive News year, su www.armyrecognition.com. URL consultato il 10 luglio 2021.
5. 1 2   В российской армии появилась первая рота БМПТ "Терминатор", su Российская газета. URL consultato il 1º dicembre 2021.
6. ↑   Analysis: Discover combat capabilities of Russian BMPT Terminator used to fight Ukrainian soldiers | Ukraine - Russia conflict war 2022 | analysis focus army defence military industry army, su www.armyrecognition.com. URL consultato il 7 luglio 2022.
7. 1 2 3 4 5 6  Po 2011, p. 72.
8. 1 2 3 4 5 6 7  Tanks Encyclopedia.
9. 1 2 3 4  Po 2011, p. 74.
10. 1 2  (EN) SIPRI Arms Transfers Database, su Stockholm International Peace Research Institute. URL consultato il 5 agosto 2014 (archiviato dall'url originale il 22 aprile 2019).
11. ↑  (RU) Alexey Khlopotov, Boyevyye mashiny "UVZ" proshli po glavnoy ploshchadi Kazakhstana, su Gur Khan Blogspot. URL consultato il 5 agosto 2014.
12. ↑  (RU) BMPT razrabotki Uralvagonzavoda mogut sobirat'sya v Kazakhstane, in VPK News, 10 aprile 2014. URL consultato il 5 agosto 2014 (archiviato dall'url originale il 13 aprile 2014).
13. ↑  (RU) Vypusk BMPT "Terminator" startuyet v Kazakhstane v 2015 godu, in Novosti Kazakhstana, 10 aprile 2014. URL consultato il 5 agosto 2014.
14. ↑   Redazione, In consegna all’esercito algerino i cingolati BMP-72 Terminator 2=sito=analisidifesa.it, su analisidifesa.it, 2 aprile 2021. URL consultato il 2 aprile 2021.